# Progetto Blum-Viollette

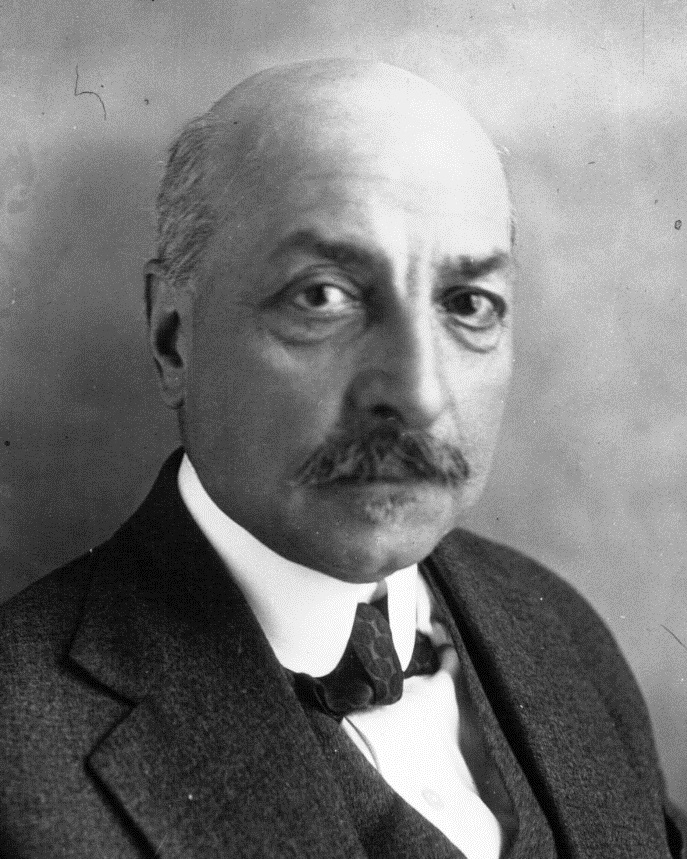
Politico francese Maurice Violette (1870-1960)

Il progetto Blum-Viollette del 1936 fu un progetto di legge del Fronte popolare di Léon Blum, riguardante le proposte avanzate da Maurice Viollette, già governatore d'Algeria, mirante a concedere a 20.000-25.000 musulmani la possibilità di acquisire la cittadinanza francese, pur conservando il loro statuto personale legato alla religione.
Malgrado l'apparente beneficio che il progetto prospettava, esso cristallizzava però l'assoggettamento istituzionale dell'Algeria da parte della Francia, frustrando le ambizioni indipendentistiche dei patrioti nazionalisti e per questo fu avversata da Messali Hadj e da Shekib Arslan.